# Macrolabis cotoneasteris
Macrolabis cotoneasteris är en tvåvingeart som beskrevs av Fedotova 2004. Macrolabis cotoneasteris ingår i släktet Macrolabis och familjen gallmyggor.
Artens utbredningsområde är Kazakstan. Inga underarter finns listade i Catalogue of Life.